# Ariperto I
Ariperto I, o Ariberto o  Chairiberto (... – 661), è stato re dei Longobardi e re d'Italia dal 653 al 661.

## Biografia
Figlio di Gundoaldo, il popolare duca di Asti fratello della regina Teodolinda e probabilmente a sua volta duca della città neustriana, salì al trono nel 653 in seguito all'uccisione del suo predecessore, Rodoaldo. La sua elezione discese dal prevalere, tra i duchi longobardi, della corrente cattolica in luogo di quella ariana rappresentata dagli ultimi sovrani longobardi, fino a Rodoaldo. Con il cattolico Ariperto tornava inoltre sul trono di Pavia la dinastia bavarese, portatrice del "carisma" della più antica dinastia dei Letingi.
Fin dall'ascesa al trono, Ariperto favorì il cattolicesimo rispetto alla corrente scismatica tricapitolina e all'arianesimo (Paolo Diacono scrive, forse eccedendo, che "eliminò l'eresia ariana"); al di là delle considerazioni religiose, questo atteggiamento può essere indice della volontà, da parte dell'aristocrazia longobarda, di appoggiarsi alla Chiesa cattolica per poter arrivare alla completa sottomissione dell'Italia, ancora in parte in mano bizantina. Il progetto era reso plausibile anche dal contrasto che in quegli anni opponeva il Papato al Patriarcato di Costantinopoli: papa Martino I, eletto e consacrato nel 649 senza l'avallo dell'imperatore bizantino, in quello stesso anno aveva convocato un concilio per condannare la dottrina monotelita diffusa in Oriente.
Il progetto non ebbe seguito immediato, poiché l'esarca di Ravenna Teodoro I Calliope, eseguendo le disposizioni dell'imperatore Costante II (che aveva proibito le dispute teologiche, pericolose per l'unità dell'Impero), arrestò e deportò Martino I. Con il suo successore Vitaliano, eletto nel 657, il Papato tornò comunque a riavvicinarsi a Bisanzio.
Alla sua morte (661) il Regno longobardo fu diviso tra i suoi due figli, Pertarito e Godeperto. Questa pratica, frequente tra i Franchi, restò invece un unicum nella storia dei Longobardi, anche se è più probabile che questa divisione fosse frutto delle discordie tra i due fratelli, in quanto Godeperto era sostenuto dagli ariani a Pavia mentre Pertarito dai cattolici a Milano.
Fondò la chiesa di San Salvatore a Pavia, dove vennero seppelliti i suoi figli Pertarito e Godeperto e i nipoti Cunicperto, Liutperto (non certo) e Ariperto II.